# Пучи
Пучи (енгл. Poochie) је споредни измишљени лик из телевизијске серије Симпсонови. Њега је у „Сврабиша и Чешко шоу“ довео продуцент Роџер Мајерс како би поправио гледаност шоуа. Њему у шоу глас позајмљује Хомер Симпсон.